# Condado de Conejos
O Condado de Conejos é um dos 64 condados do Estado americano do Colorado. A sede do condado é Conejos, e sua maior cidade é Conejos. O condado possui uma área de 3 343 km² (dos quais 9 km² estão cobertos por água), uma população de 8 400 habitantes, e uma densidade populacional de 3 hab/km² (segundo o censo nacional de 2000). O condado foi fundado em 1 de novembro de 1861.